# Dinapur Nizamat
Dinapur Nizamat är en stad i delstaten Bihar i Indien, och en förort till storstaden Patna. Folkmängden uppgick vid folkräkningen 2011 till 182 429 invånare.